# Sępopol (gmina)
Sępopol est une gmina mixte du powiat de Bartoszyce, Varmie-Mazurie, dans le nord de la Pologne, sur la frontière avec la Russie. Son siège est la ville de Sępopol, qui se situe environ 14 km à l'est de Bartoszyce et 63 km au nord-est de la capitale régionale Olsztyn.
La gmina couvre une superficie de 246,58 km2 pour une population de 6 589 habitants.

## Géographie
Outre la ville de Sępopol, la gmina inclut les villages de Boryty, Chełmiec, Długa, Dobroty, Domarady, Dzietrzychowo, Gaj, Gierkiny, Gulkajmy, Judyty, Kinwągi, Korytki, Langanki, Lipica, Liski, Łobzowo, Lwowiec, Majmławki, Masuny, Melejdy, Miedna, Ostre Bardo, Park, Pasławki, Pieny, Poniki, Prętławki, Przewarszyty, Retowy, Rogielkajmy, Romaliny, Romankowo, Roskajmy, Różyna, Rusajny, Rygarby, Śmiardowo, Smodajny, Smolanka, Stopki, Szczurkowo, Trosiny, Turcz, Wanikajmy, Wiatrowiec et Wodukajmy.
La gmina borde les gminy de Barciany, Bartoszyce et Korsze. Elle est également frontalière de la Russie (oblast de Kaliningrad).